# 吉多·范罗苏姆
吉多·范罗苏姆（荷蘭語：Guido van Rossum，1956年1月31日—），生於荷蘭哈勒姆，计算机程序员，为Python程序设计语言的最初設計者及主要架構師。在Python社区，吉多·范罗苏姆被人们认为是终身仁慈独裁者（BDFL），意思是他仍然关注Python的开发进程，并在必要的时刻做出决定。2018年7月12日，他宣布不再担任Python社区的BDFL。隨後Python社群為了往後程式語言發展決策規劃了掌控委員會（英語：Steering Council），吉多·范羅蘇姆被選為2019年度五位委員會成員之一，他退出了2020年度掌控委員會選舉提名。

## 生平
1956年在荷兰出生、成长，1974年在国际数学奥林匹克中获得铜牌，1982年在阿姆斯特丹大学获得数学和计算机科学硕士学位。后来他在多个研究机构工作，包括1982年至1995年在荷兰阿姆斯特丹的国家数学和计算机科学研究学会，1995年4月至1998年2月在马里兰州Gaithersburg的國家標準暨技術研究院，和1998年3月至2000年5月在维珍尼亚州Reston的国家创新研究公司（CNRI）。
2002年，在比利时布鲁塞尔举办的自由及开源软件开发者欧洲会议上，吉多·范罗苏姆获得了由自由软件基金会颁发的2001年自由软件进步奖。2003年五月，吉多获得了荷兰UNIX用户小组奖。2006年，他被美国计算机协会（ACM）认定为著名工程师。
2005年12月，吉多·范罗苏姆加入Google。他用Python语言为Google写了面向网页的代码浏览工具Mondrian，之後又開發了Rietveld。在那里他把一半的时间用来维护Python的开发。
2018年，因为“创始并发展了Python语言，并长期领导Python社区”，吉多·范罗苏姆被收录进计算机历史博物馆荣誉墙。

### 个人生活
范罗苏姆与他的妻子Kim Knapp和儿子，生活在加利福尼亚州贝尔蒙特。吉多·范罗苏姆的兄弟Just van Rossum是一名字体设计师和程序员。Just van Rossum设计了「Python Powered」图标中的字体。

## 工作
在荷兰数学和计算机科学研究学会（CWI）工作期间，吉多·范罗苏姆在1986年为BSD UNIX写了glob()子程序，吉多·范罗苏姆还参与开发了ABC程序设计语言。

### Python

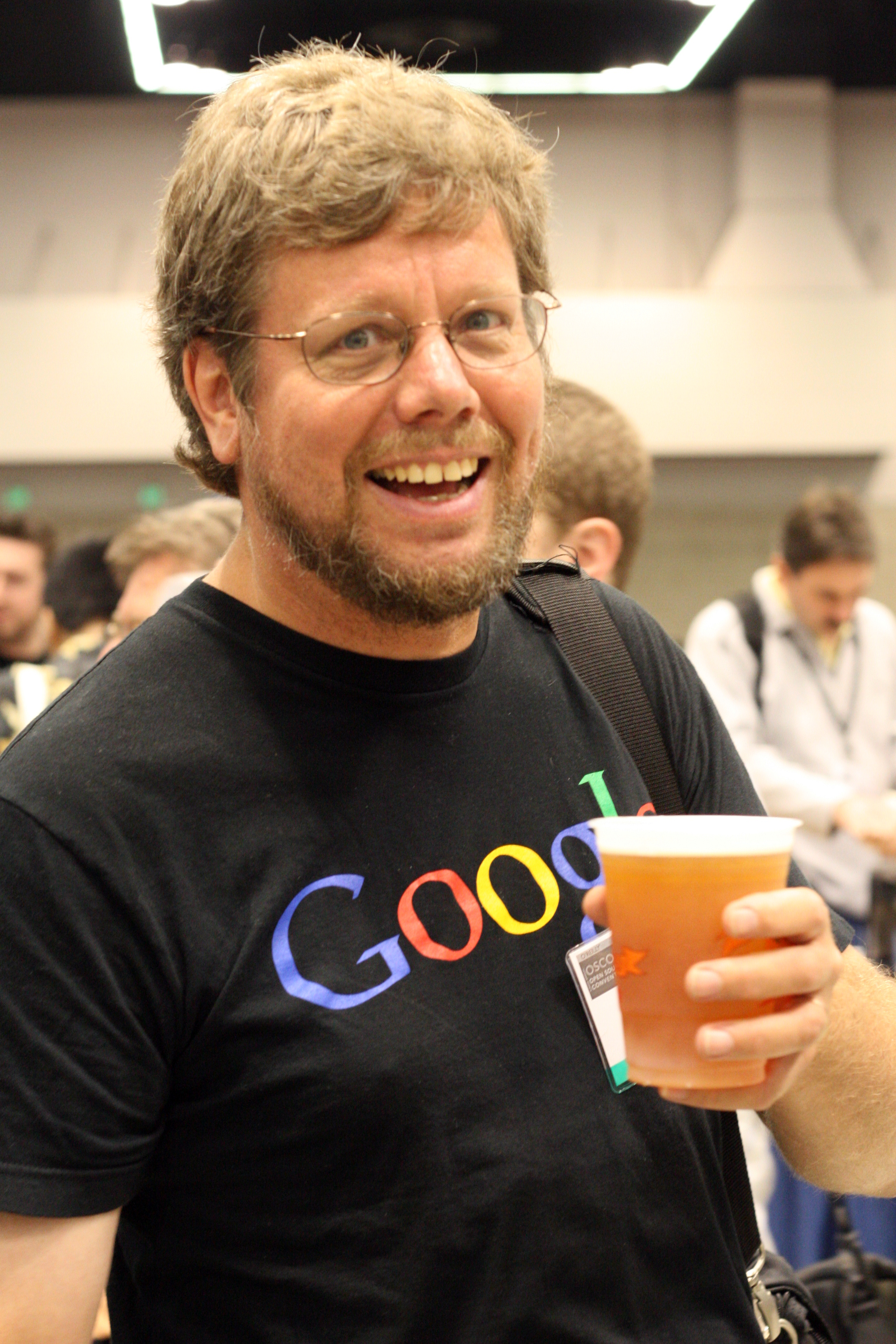
范罗苏姆在2006年O'Reilly开源大会 (OSCON) 上。

关于Python的起源，吉多·范罗苏姆在1996年写到：

六年前，在1989年12月，我在寻找一门“课余”编程项目来打发圣诞节前后的时间。我的办公室会关门，但我有一台家用电脑，而且没有太多其它东西。我决定为当时我正构思的一个新的脚本语言写一个解释器，它是ABC语言的后代，对UNIX / C程序员会有吸引力。作为一个略微有些无关想法的人，和一个蒙提·派森的飞行马戏团的狂热爱好者，我选择了Python作为项目的标题。

在2000年他写到：“Python的前辈，ABC语言，受到了SETL的启发 - 在完成最终设计之前，兰伯特·梅尔滕斯与纽约大学的SETL小组相处了一年的时间”。

### 所有人的计算机编程
1999年，吉多·范罗苏姆向DARPA提交了一条名为“Computer Programming for Everybody”的资金申请，并在后来说明了他对Python的目标：
- 一门简单直观的语言并与主要竞争者一样强大。
- 开源，以便任何人都可以为它做贡献。
- 代码像纯英语那样容易理解。
- 适用于短期开发的日常任务。

这些想法中的一些已经成为现实。Python已经成为一门流行的编程语言，尤其是在互联网环境下。

### Google
从2005年2012年12月，吉多·范罗苏姆在Google公司工作。这段时间他開發了Mondrian（命名自荷蘭畫家皮特·蒙德里安），作為Google公司內部代碼審查之用，這套軟體主要以Python寫成；从而又衍生出Rietveld計劃。

### Dropbox
2013年1月吉多·范羅蘇姆加入Dropbox，在經過六年多後2019年10月29日，Dropbox宣布吉多·范羅蘇姆退休並感謝他的貢獻。

### 微软
2020年11月12日，時年64歲的吉多·範羅蘇姆決定再度復出，他在Twitter上表示，覺得退休太無聊了，所以已經加入了微軟開發部門。

## 引用
1. ↑  . Linux Format. 2005-02-01  [2007-11-01]. （原始内容存档于2006-10-01）.
2. ↑  Fairchild, Carlie. . Linux Journal. July 12, 2018  [July 12, 2018]. （原始内容存档于2018-07-13） （英语）.
3. ↑  Jake Edge. . LWN.net, Linux Weekly News. February 4, 2019  [2019-10-31]. （原始内容存档于2019-10-31） （英语）.
4. ↑  .   [2021-11-06]. （原始内容存档于2021-12-14）.
5. ↑  . www.imo-official.org.   [2022-05-23]. （原始内容存档于2023-03-10）.
6. ↑  .   [2009-03-04]. （原始内容存档于2008-05-17）.
7. ↑  http://www.niallkennedy.com/blog/archives/2006/11/google-mondrian.html （页面存档备份，存于） Mondrian
8. ↑  . www.computerhistory.org.   [2019-02-27]. （原始内容存档于2019-07-03） （英语）.
9. ↑  Manheimer, Ken. . Python-Dev -- Python core developers. 6 June 2000. （原始内容存档于28 September 2010）.
10. ↑  . （原始内容存档于19 August 2014）.
11. ↑  . 30 May 2000. （原始内容存档于27 May 2008）. Oh, and to top it all off, I'm going on vacation. I'm getting married and will be relaxing on my honeymoon.
12. ↑  van Rossum, Guido.  (PDF). "Not your usual list of new features". Stanford CSL Colloquium, 29 October 2003; BayPiggies, 13 November 2003. Elemental Security. （原始内容存档 (PDF)于2010-06-27）.
13. ↑  .   [2007-12-19]. （原始内容存档于2007-12-19）.
14. ↑  .   [2009-03-04]. （原始内容存档于2018-05-20）.
15. ↑  .   [2009-03-04]. （原始内容存档于2018-01-06）.
16. ↑  .   [2009-03-04]. （原始内容存档于2011-05-14）.
17. ↑  Drew Houston. . Dropbox Tech Blog. December 7, 2012  [2019-10-31]. （原始内容存档于2020-03-13） （英语）.
18. ↑  . October 29, 2019  [2019-10-31]. （原始内容存档于2021-02-16） （英语）.
19. ↑  Dropbox. . Twitter. 2012年12月7日  [2012年12月18日]. （原始内容存档于2016年3月10日） （英语）.
20. ↑  Frederic Lardinois. . TechCrunch. November 12, 2020  [2020-11-13]. （原始内容存档于2021-01-24） （英语）.